# 莫希内岛

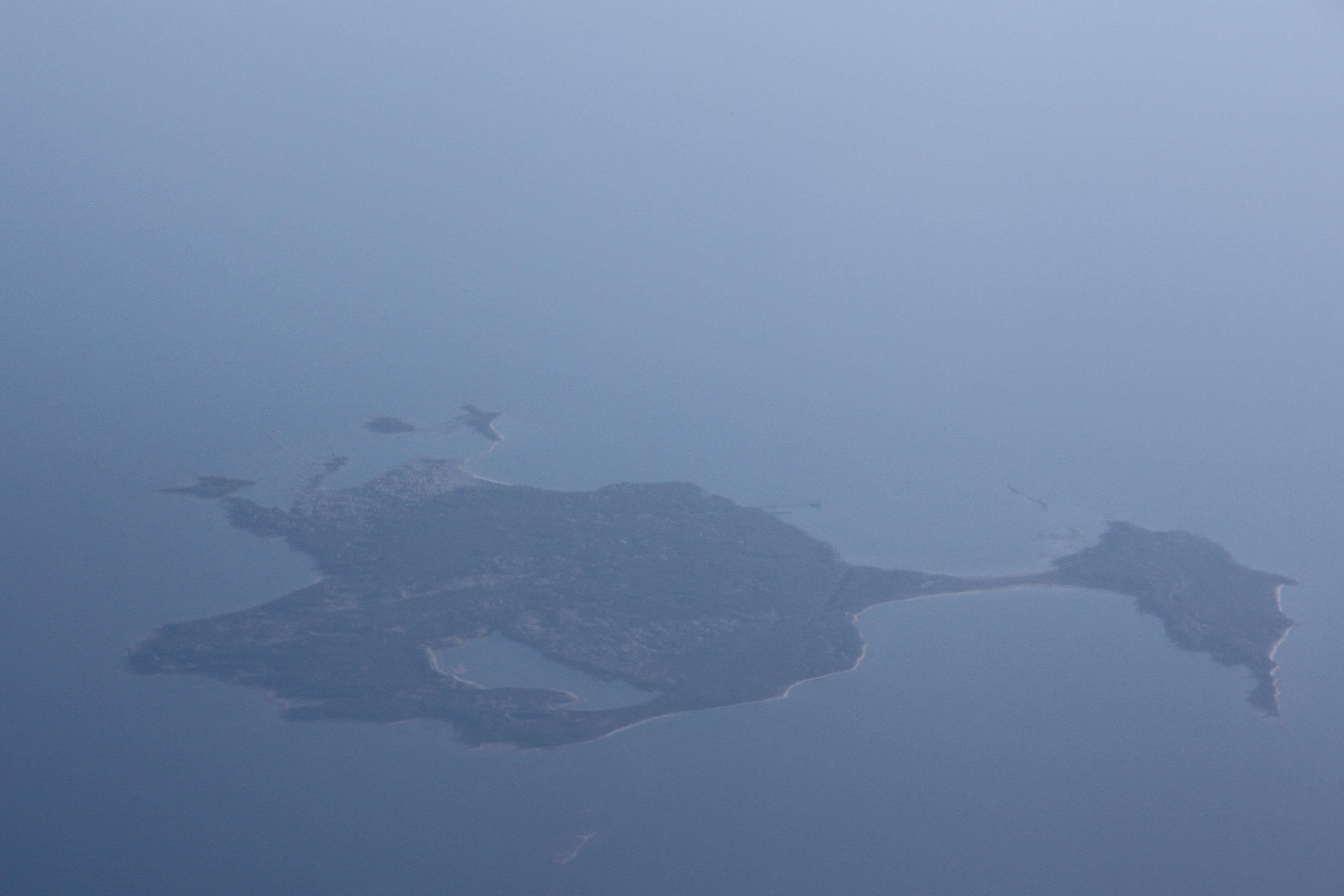
2015年时从飞机上眺望莫希内岛

莫希内岛（俄语：Мощный）是波罗的海东部芬蘭灣里的岛屿，位于圣彼得堡西边120公里处。该岛属于俄罗斯列宁格勒州。岛屿面积约为13.9平方公里。
芬蘭內戰之后直到冬季战争该岛为芬兰的一部分，隶属于維堡省。该岛曾是芬兰湾中岛屿中人口数量最多的岛屿，但在1939年所有居民仅在几小时内被迫迁走。